# Hotel Marqués de Riscal
El Hotel Marqués de Riscal, también conocido como Hotel Viñedo Marqués de Riscal,  es un hotel de lujo ubicado en las Bodegas Marqués de Riscal, en Elciego, España. Forma parte de la línea The Luxury Collection de Marriott International.
Abrió sus puertas el 1 de septiembre de 2006, aunque su acto de inauguración oficial se produjo el 10 de octubre de ese mismo año, en presencia del rey Juan Carlos I y varios representantes políticos.
Fue diseñado por el arquitecto canadiense Frank Gehry utilizando métodos previamente empleados en el Museo Guggenheim Bilbao. Fue construido por Ferrovial.